# Precious Bryant
Precious Bryant (eigentlich Precious Bussey, * 4. Januar 1942 in Talbot County; † 12. Januar 2013 in Columbus) war eine US-amerikanische Bluesmusikerin.

## Leben und Wirken
Bryant stammt aus einer musikalischen Familie und wurde von ihrem Onkel, dem Bluesmusiker George Henry Bussey unterwiesen. Sie heiratete 1965 und zog ihr Kind groß. In dieser Zeit wurde Bryant erstmals von dem Musikethnologen George Mitchell aufgenommen. 1993 konnte er sie überreden, auf dem Chattahoochee Folk Festival in Columbus aufzutreten, wo sie ein enthusiastisches Publikum hatte. Dadurch bestärkt, begann sie zunächst regional, dann auch national und international auf Festivals und in Clubs aufzutreten.
2002 wurde ihr Debütalbum Fool Me Good für den Blues Music Award nominiert, gleich in zwei Kategorien (Acoustic Blues Album of the Year; Best New Artist Debut). In Frankreich wurde es mit dem Prix Big Bill Broonzy ausgezeichnet. 2006 wurde sie nominiert als Traditional Blues Female Artist of the Year. 

## Diskografie
- Fool Me Good (2002)
- The Truth (2005)
- My Name is Precious (2005)